# O Que de Verdade Importa
The Healer (bra/prt: O Que de Verdade Importa) é um filme de comédia dramática hispano-canadense-estadunidense de 2016 escrito e dirigido por Paco Arango e estrelado por Oliver Jackson-Cohen, Camilla Luddington, Kaitlyn Bernard, Jorge Garcia e Jonathan Pryce.

## Sinopse
Após mudar-se para a Nova Escócia a convite de seu tio, o jovem Alec, no seu 30º aniversário, descobre que toda a sua família tem o dom da cura. No entanto, este presente não se destina a todos os membros da família Heacock (o presente pula uma geração). Alec inicialmente rejeita seu destino, mas conhecer Abigail, uma garota com câncer terminal, o ajudará a ter um salto de fé.

## Elenco
- Oliver Jackson-Cohen como Alec Bailey
- Camilla Luddington como Cecilia
- Jorge Garcia como Pai Malloy
- Jonathan Pryce como Raymond Heacock
- Kaitlyn Bernard como Abigail

## Recepção
O filme tem uma classificação de 17% no Rotten Tomatoes. Brian Costello, da Common Sense Media, premiou o filme com três estrelas de cinco.